# メランクライノイ

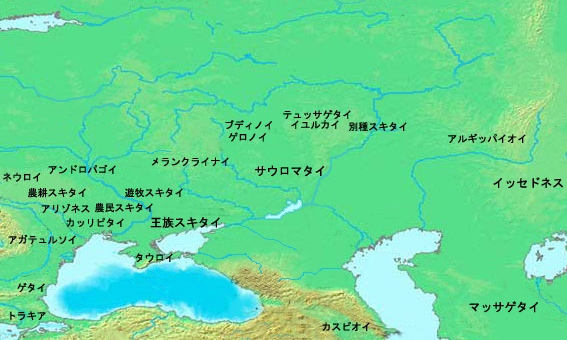
紀元前6世紀の諸民族とメランクライノイ人の位置。

メランクライノイ（ギリシャ語：Μελάγχλαινοι）は、古代ギリシャ時代に黒海の北（現在のウクライナ北部）に住んでいた非スキタイ系の遊牧民。黒衣族とも呼ばれる。

## 歴史

### ヘロドトスの記録
古代ギリシャの歴史家ヘロドトスは『ヒストリアイ（歴史）』において次のように記している。
| 「 | 王族スキタイの領土以北には、非スキタイ系であるメランクライナイ（黒衣族）が住んでいる。メンクライナイ以遠の地域は我々が知る限り沼沢のみで、人間が棲息していない。＜ヘロドトス『歴史』巻4-20＞ | 」 |

| 「 | メンクライノイは全員黒い衣をまとっており、その名もこれに由来する。その風習はスキタイ式である。＜ヘロドトス『歴史』巻4-107＞ | 」 |

### ダレイオス1世のスキタイ征伐
アケメネス朝のダレイオス1世（在位：前522年 - 前486年）はボスポラス海峡を渡ってトラキア人を征服すると、続いて北のスキタイを征服するべく、イストロス河を渡った。これを聞いたスキタイは周辺の諸民族を糾合してダレイオスに当たるべきだと考え、周辺諸族に使者を送ったが、すでにタウロイ，アガテュルソイ，ネウロイ，アンドロパゴイ，メランクライノイ，ゲロノイ，ブディノイ，サウロマタイの諸族の王は会合し、対策を練っていた。スキタイの使者は「諸族が一致団結してペルシアに当たるため、スキタイに協力してほしい」と要請した。しかし、諸族の意見は二手に分かれ、スキタイに賛同したのはゲロノイ王，ブディノイ王，サウロマタイ王のみであり、メランクライノイらその他の諸族は「スキタイの言うことは信用できない」とし、協力を断った。
こうして全ての民族が同盟軍に加わらなかったため、スキタイは正面からの攻撃をあきらめ、焦土作戦によってペルシア軍を迎え撃つことにした。しかし、それでも同盟に参加しなかった諸族に協力してもらおうと、スキタイは戦いの最中に彼らの領地に侵入し、無理やり戦いに巻き込もうと考えた。そしてペルシア軍をスキタイ領の奥地へ誘い込んだスキタイ連合軍はブディノイの領地まで行ってから引き返し、北を迂回してスキタイ本国へ戻った。それを追うようにペルシア軍もスキタイ本国へ向かった。そこでダレイオスはスキタイ二区連合部隊（イダンテュルソス王，タクサキス王の部隊）と遭遇し、追跡を開始する。かねてからの計画通り、二区連合部隊はダレイオスに追われたまま、ペルシア軍をメランクライノイの領地に誘い込んだ。スキタイ軍とペルシア軍が押し寄せたことに驚いたアンドロパゴイは算を乱して北の無人の荒野を目指して逃走した。こうしてスキタイ軍はペルシア軍に追われたまま、次々と同盟に参加しなかった諸族の領地を荒らしまわり、ペルシア軍を疲弊させることに一役買ってもらった。

## 習俗
「風習はスキタイ式」とあり、おそらく遊牧騎馬民族であろう。しかし、「非スキタイ系」とあるので、言語的には異なる民族だと思われる。また、特徴的なのはメランクライノイ（黒衣族）という名の通り、彼らは黒い衣を身にまとっていた。

## 参考資料
- （ヘロドトス『歴史』）訳：松平千秋『ヘロドトス』（筑摩書房、1988年、ISBN 4480203109）